# Jean Molla (football)
Cet article concerne un footballeur français. Pour l'auteur français, voir Jean Molla.
Jean Molla est un footballeur français né le 1er octobre 1933 à Oran (Algérie) et décédé le 3 octobre 2023.

## Biographie
Il évolue comme défenseur sous les couleurs de l'Olympique de Marseille dans les années 1950. 
Puis il joue à Sochaux quatre saisons, avant de terminer sa carrière professionnelle  à Metz.
Il est entraîneur-joueur à Moutiers puis à Alès.

## Palmarès
Avec l'Olympique de Marseille
- Vainqueur de la Coupe Charles Drago en 1957.

Avec le FC Sochaux
- Vice-champion de France D2 en 1964.
- Vainqueur de la Coupe Charles Drago en 1963 et en 1964.